# Tingrett
Het Tingrett (Noors), käräjäoikeus (Fins) of Tingsrätt (Zweeds) is de term die wordt gebruikt voor het  laagste niveau in de rechtspraak van Noorwegen, Zweden en Finland. De naam verwijst naar ting ("ding").

## Noorwegen
In strafzaken wordt recht gesproken door een beroepsrechter samen met twee lekenrechters. In civiele zaken wordt recht gedaan door een enkelvoudige kamer. Overigens is er voor sommige civiele zaken nog een voorliggende instantie, de Forliksråd, een tussenvorm tussen rechtspraak en bemiddeling.
Van uitspraken van het Tingrett kan beroep worden ingesteld bij het Lagmannsrett. 
Het Tingrett in Brønnøy heeft als enige bevoegdheid in zogenaamde mortifikasjon-zaken. Het Tingrett in Tana Bru, Indre Finnmark tingrett of Sis-Finnmárkku diggegoddi biedt als enige de mogelijkheid om de procedure volledig in het Samisch te voeren.